# Thomas Brown (politico 1917)
Thomas H. Brown (Indiana, 29 luglio 1917 – 24 agosto 2002) è stato un politico statunitense.
Prestò servizio nella Camera dei rappresentanti del Michigan e fu il primo sindaco di Westland, nel Michigan.

## Biografia
Originario dell'Indiana, Brown si trasferì nel Michigan e prestò servizio in diversi uffici amministrativi nella Nankin Township prima che la città fosse incorporata nel territorio di Westland. Fu poi eletto primo sindaco proprio di questa città.
Nel 1970 Brown fu eletto al primo dei sei mandati della Camera, dove presiedette il Comitato delle città e delle contee della Camera.
Brown era membro dei Lions, dei Cavalieri di Colombo, degli American Veteransl (AMVETS) e dei Veterans of Foreign Wars of the United States (VFW). Fu delegato alla Convention nazionale democratica del 1968 a Chicago, che nominò Hubert H. Humphrey per l'elezione del Presidente degli Stati Uniti.
Brown è morto il 24 agosto 2002, all'età di 85 anni.